# ۱۷۰۶ (میلادی)
۱۷۰۶ (میلادی) هزار و هفتصد  و ششمین سال تقویم میلادی است.

## درگذشتگان
- ۲۸ دسامبر – پییر بل، نویسنده و فیلسوف فرانسوی (ز. ۱۶۴۷)